# Nothobranchius virgatus
Nothobranchius virgatus är en fiskart som beskrevs av Chambers, 1984. Nothobranchius virgatus ingår i släktet Nothobranchius och familjen Nothobranchiidae. IUCN kategoriserar arten globalt som otillräckligt studerad. Inga underarter finns listade i Catalogue of Life.